# Testemunho de Nayirah
O Testemunho de Nayirah, ou caso das incubadoras no Kuwait, refere-se ao escândalo de perjúrio dado perante o Congresso dos Direitos Humanos dos Estados Unidos em 14 de outubro de 1990, durante a invasão do Kuwait pelas forças armadas iraquianas de Saddam Hussein, por uma menina de quinze anos que foi identificada publicamente na época por seu primeiro nome, Nayirah, no qual alegava atrocidades cometidas contra recém-nascidos do Kuwait. O testemunho revelou-se falso, depois de ter servido para promover a entrada dos ocidentais na guerra.

## Histórico
Em 14 de outubro de 1990, uma jovem kuwaitiana, chamada pela mídia de “Nayirah”, testemunhou, com lágrimas nos olhos, perante um comitê do Congresso dos Estados Unidos. O evento foi rapidamente transmitido por televisões de todo o mundo:
Senhor Presidente, senhores deste comitê, meu nome é Nayirah e venho do Kuwait. Minha mãe e eu estávamos no Kuwait em 2 de agosto para umas férias tranquilas. Minha irmã mais velha deu à luz em 29 de julho e queríamos passar algum tempo no Kuwait com ela. […] Enquanto eu estava lá, vi os soldados iraquianos entrando no hospital com suas armas. Tiraram os bebês das incubadoras, pegaram as incubadoras e deixaram os bebês morrerem no chão frio. Eu estava horrorizada. Não pude fazer nada e pensei no meu sobrinho que nasceu prematuro e poderia ter morrido naquele dia também. […] Os iraquianos destruíram tudo no Kuwait. Eles esvaziaram supermercados de alimentos, farmácias de remédios, fábricas de equipamentos médicos, roubaram casas e torturaram vizinhos e amigos. Eu vi um amigo meu depois que ele foi torturado por iraquianos. Ele tem 22 anos, mas parece um homem velho. Os iraquianos mergulharam sua cabeça em uma bacia, até que quase se afogou. Eles arrancaram suas unhas. Eles o submeteram a choques elétricos nas partes sensíveis de seu corpo. Ele tem muita sorte por ter sobrevivido.
Este testemunho, juntamente com outros, como os elaborados pela agência de comunicação do Rendon Group, responsável por supervisionar a comunicação da CIA e do Pentágono, comoveu muito a opinião pública internacional e contribuiu para o seu apoio à ação das potências ocidentais contra as forças armadas de Saddam Hussein durante a Guerra do Golfo.
Na verdade, este testemunho era inteiramente falso. A jovem, treinada segundo algumas fontes por Michael Deaver, ex-assessor de comunicação de Ronald Reagan, chamava-se Nayirah al-Ṣabaḥ, e era filha do embaixador do Kuwait em Washington Saud Nasser Al-Saud Al-Sabah. A associação Citizens for a Free Kuwait, organizada pelo governo do Kuwait exilado, encomendou esta campanha à empresa de relações públicas Hill & Knowlton (no valor de 10 milhões de dólares).
A maquinação funcionou graças à intervenção de Lauri Fitz-Pegado, que convenceu os deputados de que a identidade não deveria ser revelada para proteger a família da jovem. Lauri Fitz-Pegado já havia trabalhado para o governo, na Agência de Informação dos Estados Unidos.
Além disso, o governo estadunidense teria pago 14 milhões de dólares a esta empresa para tê-la ajudado a divulgar a Guerra do Golfo de uma forma favorável à intervenção ocidental.
O testemunho foi amplamente divulgado e citado inúmeras vezes pelos senadores dos Estados Unidos e pelo presidente George H. W. Bush em sua justificativa para apoiar o Kuwait na Guerra do Golfo.
A história foi inicialmente corroborada pela Anistia Internacional, uma ONG britânica, que publicou vários relatórios independentes sobre os assassinatos e depoimentos de evacuados. Após a libertação do Kuwait, os repórteres tiveram acesso ao país. Um relatório da ABC descobriu que "pacientes, incluindo bebês prematuros, morreram, quando muitas enfermeiras e médicos do Kuwait... fugiram", mas as tropas iraquianas "quase certamente não roubaram incubadoras de hospitais e deixaram centenas de bebês kuwaitianos para morrer". A Anistia Internacional reagiu emitindo uma correção, com o diretor executivo John Healey acusando posteriormente o governo Bush de "manipulação oportunista do movimento internacional de direitos humanos".